# Тольмеццо
Тольмеццо (італ. Tolmezzo) — муніципалітет в Італії, у регіоні Фріулі-Венеція-Джулія,  провінція Удіне.
Тольмеццо розташоване на відстані близько 510 км на північ від Рима, 105 км на північний захід від Трієста, 45 км на північний захід від Удіне.
Населення — 10 487 осіб (2014).
Щорічний фестиваль відбувається 11 листопада. Покровитель — святий Мартин.

## Демографія
Населення за роками:

Станом на 1 січня 2023 року в муніципалітеті офіційно проживали 363 іноземці з 47 країн, серед них 151 громадянин країн Євросоюзу та 37 громадян України.

## Сусідні муніципалітети
- Амаро
- Арта-Терме
- Каваццо-Карніко
- Лауко
- Моджо-Удінезе
- Верцегніс
- Вілла-Сантіна
- Цульйо